# Kévin Decaux
 (août 2022).
Kévin Decaux, né le 2 mai 1984 à Poissy, est un entraîneur français de handball. Il a notamment été sélectionneur de nombreuses équipes nationales féminines ou masculines d'Afrique et des Caraïbes.

## Biographie
Joueur de handball, Kévin Decaux est contraint, à 19 ans, de mettre un terme à sa carrière sportive, en raison de blessures répétitives au genou. Il entame alors une carrière d'entraîneur.
En 2013, il rencontre des dirigeants guinéens lors d'un échange culturel et sportif organisé avec son équipe de Mantes, en N3 féminine. Le courant passe, les Africains lui proposent de collaborer à un programme de développement du handball local. Une expérience que ne pouvait refuser cet éducateur passionné. Pendant des années, il va coordonner toute la filière des équipes nationales, jeunes et seniors. Et sera sélectionneur des femmes (2013-2018) puis des hommes (2019-2022). Sélectionneur de la sélection féminine de Guinée, il participe aux éditions 2014, et 2016, obtenant lors de cette dernière édition la première victoire de cette sélection en phase finale.
En mai 2014, il rejoint la section féminine du club de Dreux AC, qui vient d'être reléguée en Nationale 2. Il avait dirigé la section masculine, évoluant alors en Nationale 3,.
En 2018, il devient sélectionneur de l'équipe du Maroc féminine de handball qu'il conduit au Championnat d'Afrique 2018.
Puis en septembre 2019, il devient entraîneur de l'équipe de Guinée masculine.
Après la médaille de bronze obtenue au Championnat d'Afrique des nations 2024 avec les Tunisiennes, il quitte son poste après un accord à l'amiable avec la Fédération tunisienne de handball. Dans la foulée, il est à nouveau nommé sélectionneur de la sélection masculine de la Guinée en vue du Championnat du monde 2025,.

## Palmarès

### Compétitions internationales
- 3e place / 12 au Championnat d'Afrique des nations 2024 (avec sélection féminine de la Tunisie)
- 11e place / 13 au Championnat d'Afrique des nations 2022 (avec sélection féminine du Maroc)
- 6e place / 13  au Championnat d'Afrique des nations 2022 (avec sélection masculine de la Guinée)
- 10e place / 16 au Championnat d'Afrique des nations 2020 (avec sélection masculine de la Guinée)
- 7e place / 10 aux Jeux africains de 2019 (avec sélection féminine du Maroc)
- 10e place / 10 au Championnat d'Afrique des nations 2018 (avec sélection féminine du Maroc)
- 7e place / 9 au Championnat d'Afrique des nations 2016 (avec sélection féminine de la Guinée)
- 8e place / 8 au Championnat d'Afrique des nations 2014 (avec sélection féminine de la Guinée)

### Compétitions internationales junior
- Coupe d'Afrique des Nations Junior 2018 (avec sélection masculine de la Guinée)
- 2e place au challenge trophy 2016 (avec sélection masculine de la Guinée)
- Vainqueur du challenge trophy 2016 (avec sélection féminine de la Guinée)
- 5e place de la coupe d'Afrique des Nations 2013 (avec sélection féminine de la Guinée)

### Compétitions diverses
- Vainqueur du tournoi Zoulikha Nasri 2016, 2017 à Oujda (Maroc) (avec sélection féminine de la Guinée)
- vainqueur du Trophée du souvenir 2012 (Dreux AC masculin Nationale 3)